# Аббатство Кьяравалле
Абба́тство Кьярава́лле (итал. Abbazia di Chiaravalle), также известно как Санта-Мария-ди-Ровениано (итал. Santa Maria di Roveniano) ─ цистерцианский монастырский комплекс в Милане. Являлось дочерним аббатством Клерво и называлось в честь него (итал. Chiaravalle, фр. Clairvaux от лат. Clara Vallis, «Ясная (Светлая) долина»).

## История
Аббатство основал Бернард Клервосский 22 января 1135 года.
В 1138 году был назначен первый аббат. Строительство нынешней церкви было начато между 1150 и 1160 годами и в целом закончено в конце XII века (алтарь освящен в 1196 году), но саму церковь архиепископ Милана Enrico I da Settala освятил только 2 мая 1221 года. Об основании аббатства и освящении церкви, среди многих других источников, говорит надпись на западной стене клуатра.

☩ ANNO ☩ GRATIE ☩ MCXXXV ☩ XI ☩ KL' ☩ 

☩ FEBR ☩ CONSTRVCTV ☩ E ☩ HOC ☩ MO 

NASTERIV ☩ A BTO ☩ B'NARDO ☩ ABBE ☩ CLARE 

VAL' : MCCXXI ☩ COSECRATA ☩ E ☩ ECCL'A ☩ ISTA 

A DNO ☩ HENRICO ☩ MEDIOLNENSI ☩ ARCHIEPO ☩ VI 

NONNIS ☩ MAII ☩ I HONOE . SCE MAIE CLAREVAL'

К XIV веку Кьяравалле стал самым богатым монастырем в диоцезе, более чем в 2 раза превосходя по доходу миланский монастырь Сан-Амброджо . В дальнейшем аббатство много обстраивалось и украшалось (что противоречило принципам цистерцианской архитектуры).
В XIV веке сооружена башня над средокрестием (приписывается архитектору Francesco Pecorari). В XIV-XV веках построен дом капитула, кампанила и начата постройка т.н. Большого монастыря, проект которого приписывается Браманте. В 1496 монастырь был объединен с Сан-Амброджо.
В 1798 году, после вхождения Ломбардии в состав Цизальпинской республики — государства-сателлита Первой Французской республики — монастырь был упразднен и частично разрушен. Комплекс перешел в частную собственность и постепенно приходил в упадок.
В 1861 году при строительстве железной дороги Милан-Генуя был снесен Большой монастырь.
В 1879 была начата реставрация. Восстановлены апсида и клуатр, полностью переделана крыша. При последующих реставрациях убран барочный и восстановлен оригинальный фасад.
В 1952 году община монахов вернулась в аббатство.

## Церковь
Церковь аббатства представляет собой трехнефную базилику с трансептом. На востоке главный неф завершается прямоугольной апсидой. По три маленькие прямоугольные апсиды (позже преобразованные в капеллы) расположены на восточных стенах трансепта, по бокам от главной апсиды. С юга к трансепту пристроена часовня, cейчас используемая как ризница, к южному нефу примыкает клуатр и квадратная в плане колокольня. Над средокрестием — восьмигранный купол на тромпах. Главный неф из двойных секций. Все перекрыто крестовыми сводами, везде кроме боковых нефов  — с нервюрами. Распор сводов главного нефа воспринимается контрфорсами, проходящими снаружи над боковыми нефами. Хор находится перед трансептом и отделен от алтаря средокрестием. Помимо своего нестандратного расположения примечателен также резными деревянными сиденьями XVII века работы Карло Каравалья. В церкви сохранились фрески группы художников, известных под общим именем Фьяммингини. С запада  входы оформлены портиком, построенным после 1600 года. Снаружи стены декорированы ломбардским аркатурным фризом.
Главным украшением монастыря является восьмигранная многоярусная башня над средокрестием, которая носит имя неизвестного значения и происхождения Чирибича́ккола (Ciribiciaccola). Каждый ярус содержит двух-, трех- или четырехчастные арочные окна, галереи или проемы. Карнизы ярусов украшены аркатурными фризами и поребриком. На углах граней каждого яруса — пинакли с крестами. Имеет коническое завершение. Крест башни находится на высоте 52 метра от земли.

## Галерея

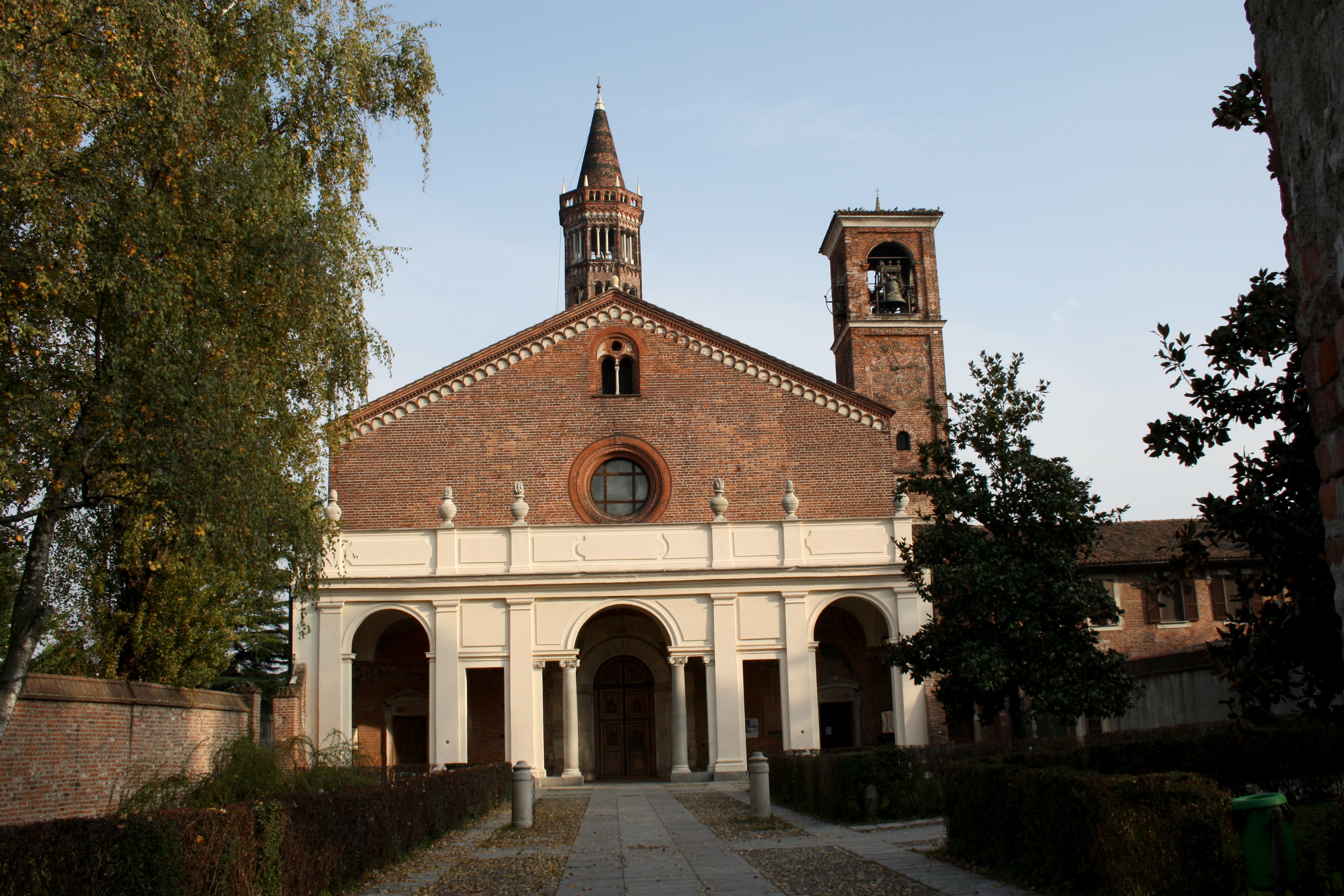
Западный фасад
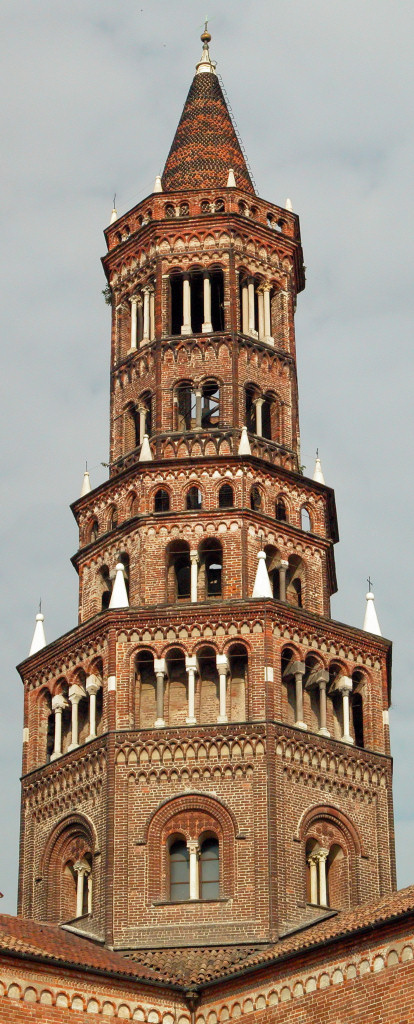
Башня над средокрестием
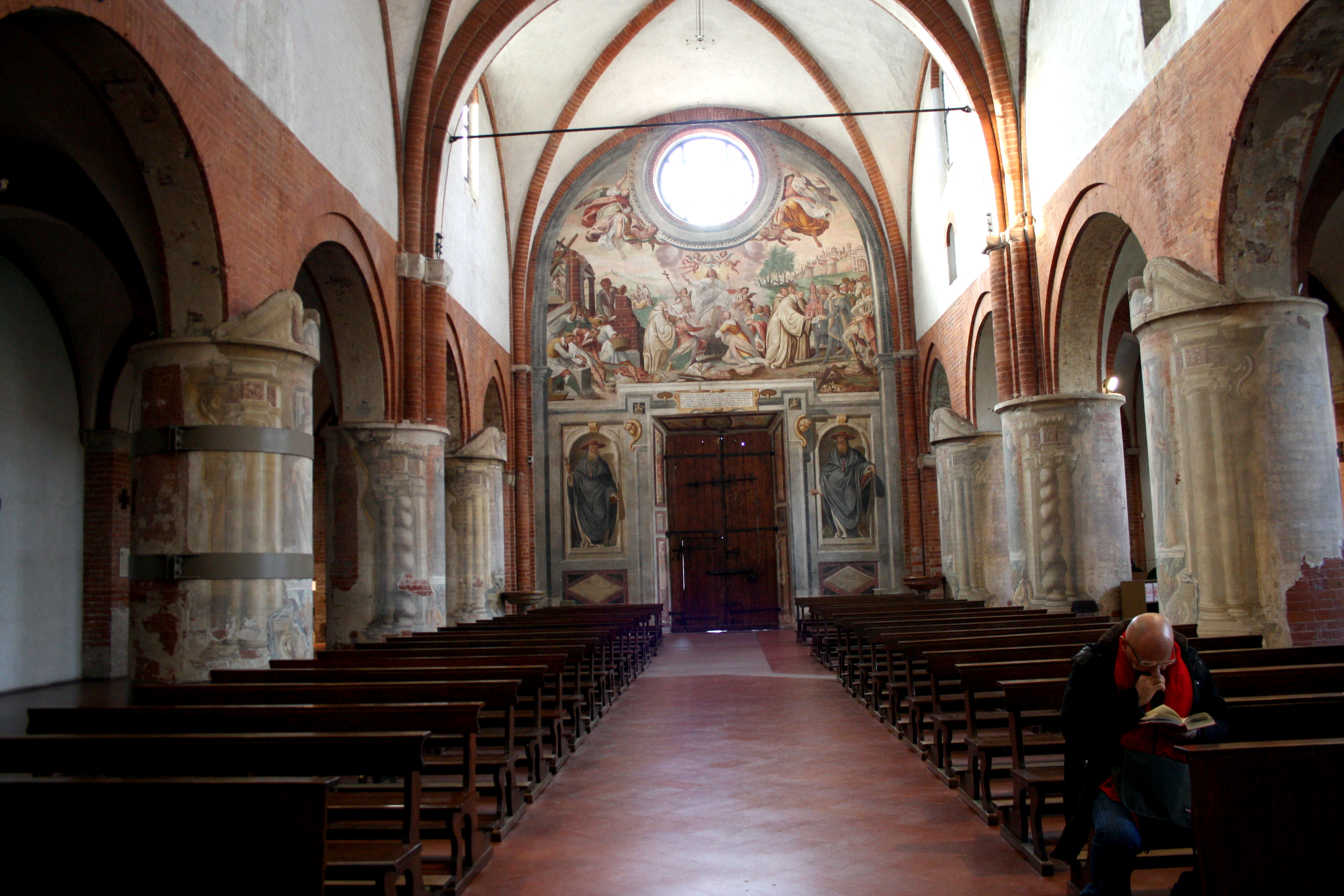
Главный неф
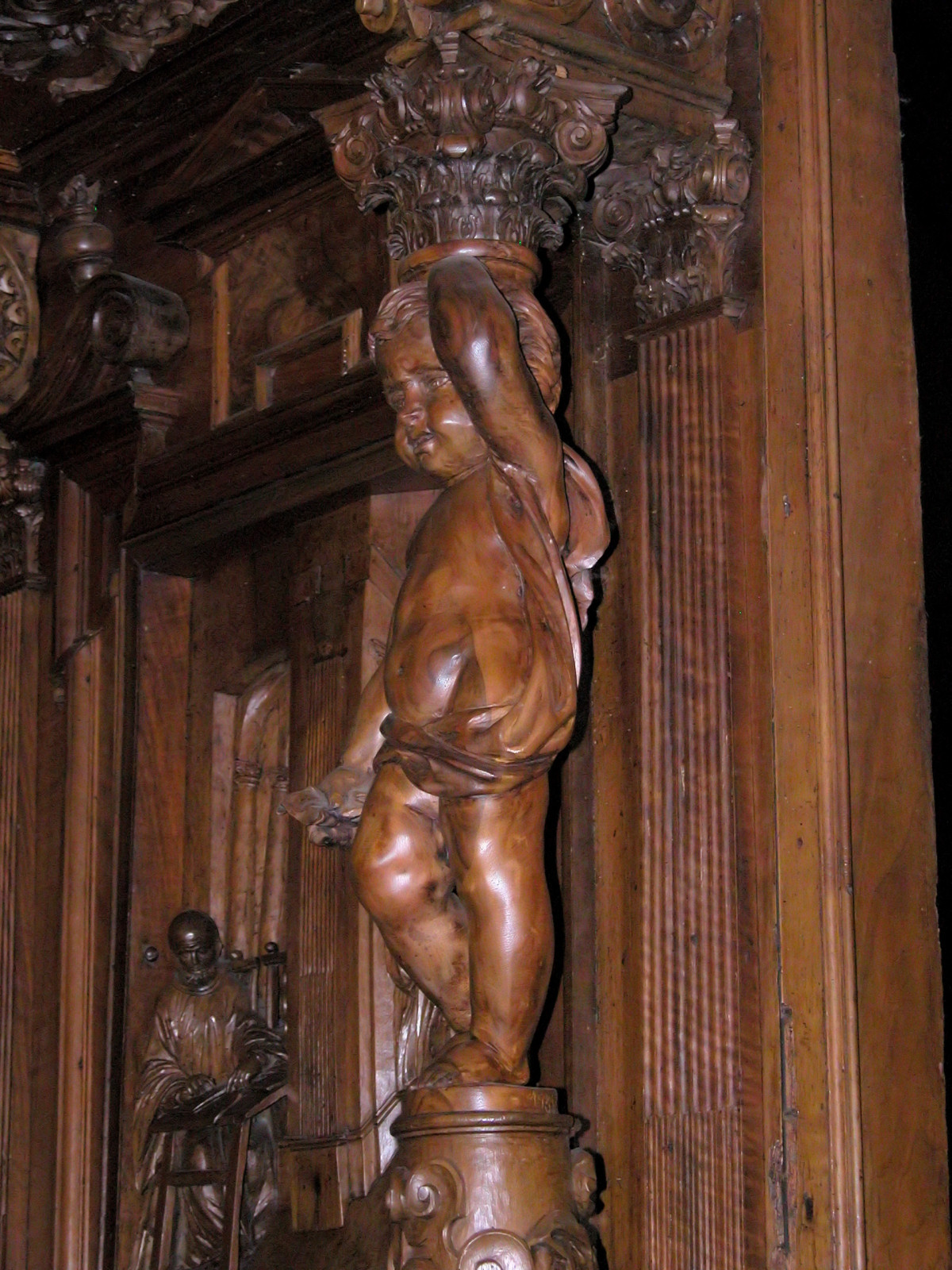
Деревянные детали хора